# Paweł Bagriak
Paweł Bagriak (ros. Па́вел Багря́к) – zbiorowy pseudonim, pod którym publikowana jest fantastyczna proza wspólnoty sześciu autorów: pisarzy Walerija Agranowskiego, Dmitrija Bilenkina, Jarosława Gołowanowa, Władimira Gubariewa, Wiktora Komarowa i rysownika Pawła Bunina.
Paweł Bagriak – akronim utworzony od imion i nazwisk autorów (Paweł Bunin, Dmitrij Bilenkin, Walerij Agranowski, Jarosław Gołowanow, Wiktor Komarow).

## Powieści
- Пять президентов
- Komisarz Hard i błękitni ludzie[1] (Синие люди)
- Фирма приключений